# پارنایم
پارنایم (به لاتین: Parnaim) یک منطقه مسکونی در جمهوری آذربایجان است که در شهرستان جلیل‌آباد واقع شده است.